# لشنتسه‌تومای
لِشِنتسِه‌تومای (به مجاری:  Lesencetomaj) یک شهرداری در مجارستان است که در ناحیه تاپولتسا واقع شده‌است. لشنتسه‌تومای ۲۴٫۰۹ کیلومتر مربع مساحت و ۱٬۱۲۷ نفر جمعیت دارد.